# Parc national naturel de Grande Colline
Le parc national naturel de Grande Colline est un parc national du département du Sud, au sud-ouest de la république d'Haïti, créé le 23 juillet 2014. Il est considéré comme un point chaud de biodiversité caribéenne, notamment grâce à la découverte régulière de nouvelles espèces endémiques.

## Historique
Cette zone sauvage fut explorée par les fondateurs du Trust national d'Haïti (Haïti National Trust) en 2011-2015, avec un hélicoptère (et avec le soutien financier de la National Science Foundation et le Critical Ecosystem Partnership Fund).
Les nouvelles espèces qui y sont découvertes et les informations sur l'écosystème et les menaces qui en découlent ont conduit à la création du parc national de Grande Colline en 2014.

## Géographie

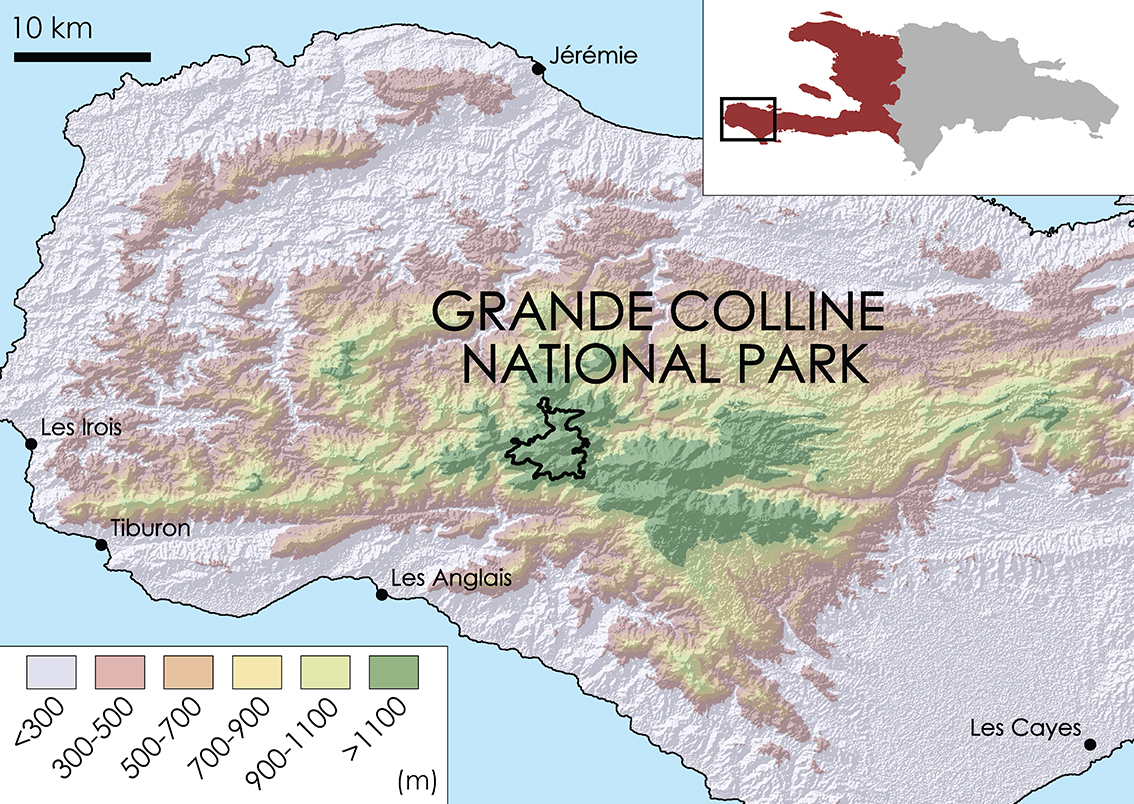
Carte topographique du PN de Grande Colline, visible au cœur du massif de la Hotte.

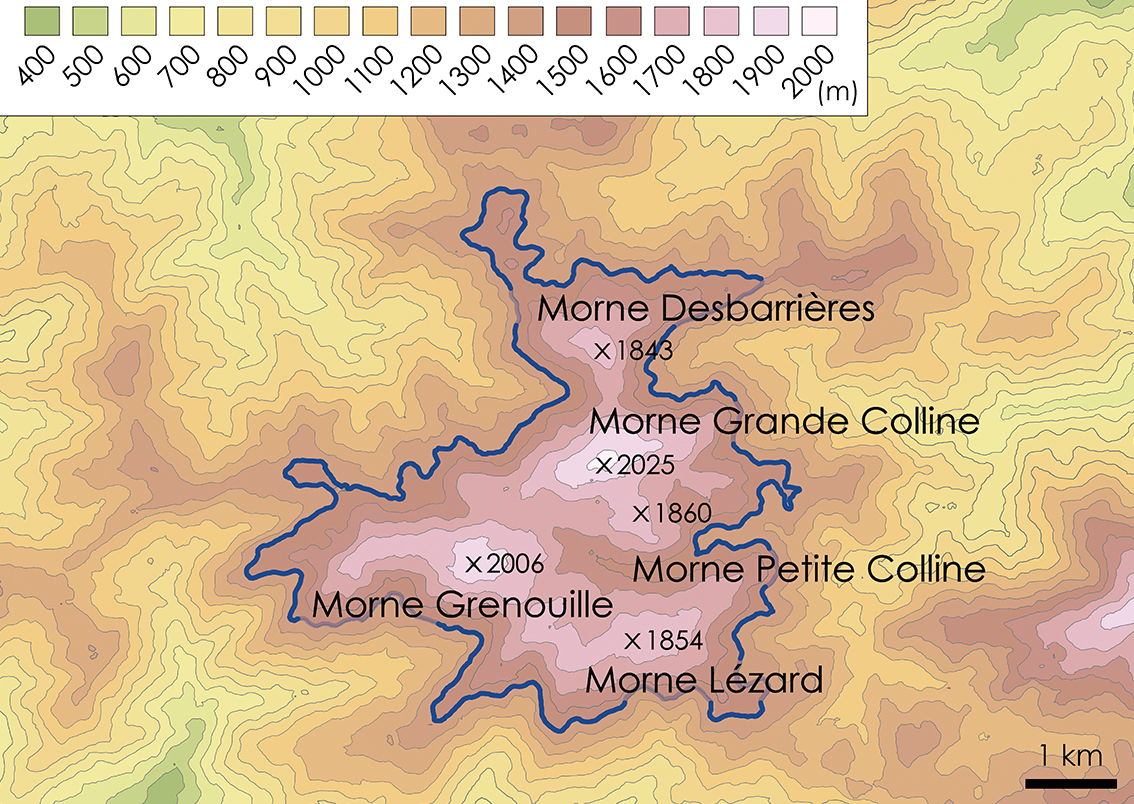
Carte topographique de Grande Colline

Ce parc est l’une des zones les plus reculées et les plus difficiles d’accès d’Haïti.
Avec une superficie de 1510 hectares (15 km²), le PN de Grande Colline contient la chaîne de montagnes de Grande Colline au cœur du massif de la Hotte, à l’Ouest du pic de Macaya. Il est constitué de 5 sommets que sont, le morne Desbarrières (1843m), le morne Grande colline (2025 m), le morne petite colline (1860m), et le morne Lézard (1854m).

## Hydrographie
Deux bassins versants principaux apparaissent dans la zone : d'une part la Voldrogue/Roseaux et d'autre part Tiburon/Port-Salut.
Ces bassins se déversent dans trois rivières : Les Anglais, la Voldrogue et Roseaux. Les affluents de la rivière Les Anglais coulent vers le sud, l'ouest et le sud-ouest des sommets du parc national ; tandis que les affluents de la Voldrogue coulent au nord et au nord-ouest et que la rivière Roseaux coule à l'est et au nord-est des pics.

### Hygrométrie
La pluviométrie moyenne peut dépasser les 3800 mm/an à des altitudes supérieures à 2000 m (Mora-Castro et al., 2012).

## Biodiversité
Le PN de Grande Colline compte de nombreuses espèces endémiques d'Haïti.

### Flore
La zone est réputée pour sa forêt primaire, contenant notamment des fougères arborescentes géantes et des feuillus à des altitudes supérieures à 1800 mètres. La forêt du parc est constituée à environ 92 % par la forêt pluviale subtropicale de basse montagne et à 8 % de forêt pluviale subtropicale.
La présence de pins est attestée dans la chaîne de la Hotte.
La déforestation se poursuit néanmoins à un rythme dangereux dans le pays, par exemple pour l'extraction de matières premières et de bois de construction, l'agriculture et la production de charbon de bois.

### Faune
Le parc est particulièrement remarquable pour ses espèces de grenouilles endémiques, dont : Eleutherodactylus amadeus et une nouvelle espèce d'Eleutherodactylus (sp. nov).
La biodiversité remarquable de la région est encore en cours de découverte (2022) ; on y compte notamment vingt espèces de grenouilles (dont certaines uniquement à Grande Colline), 17 espèces de reptiles et 19 espèces d'oiseaux.

### Galerie

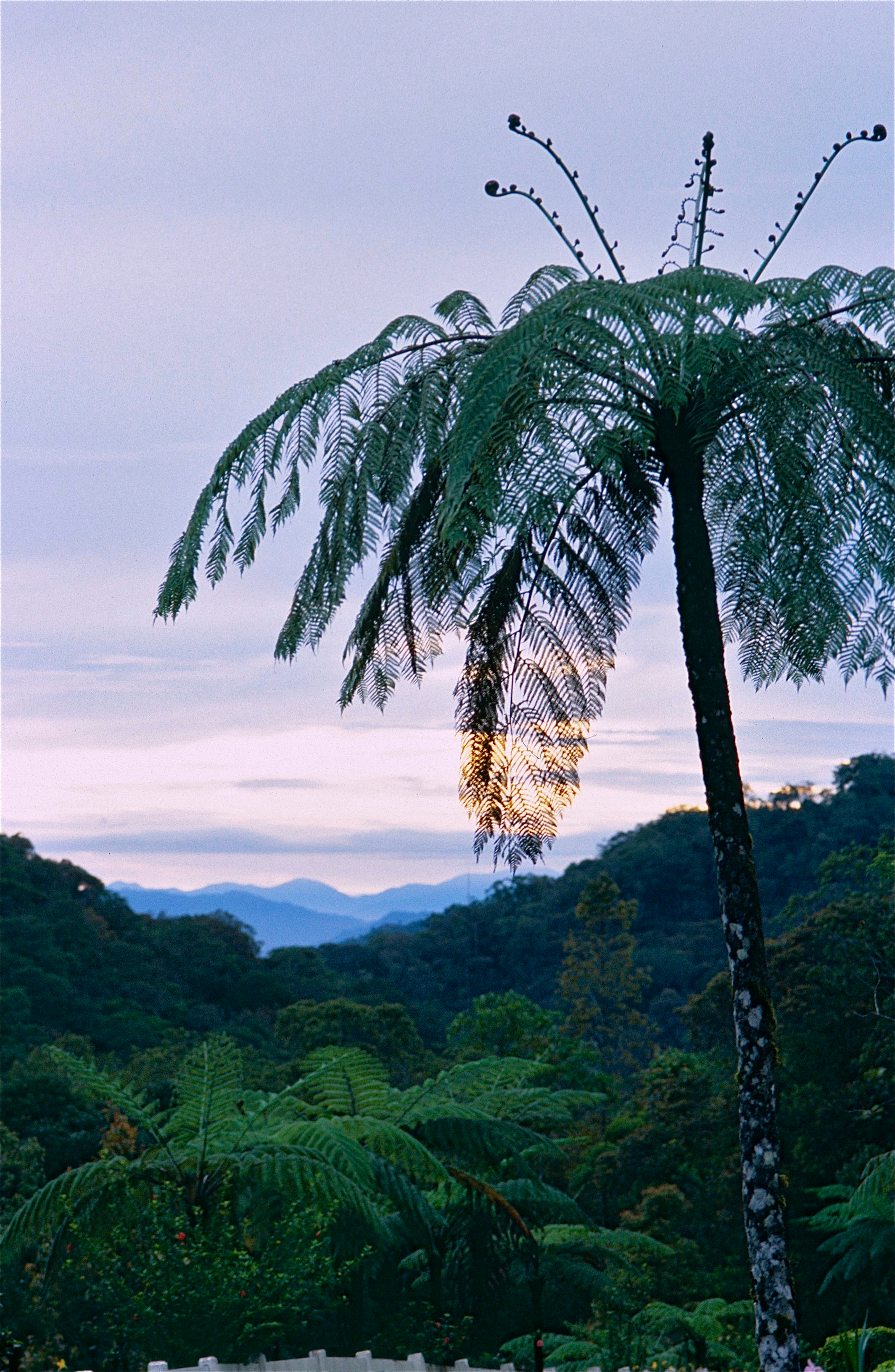
Fougère arborescente (Cyathea sp.) ;
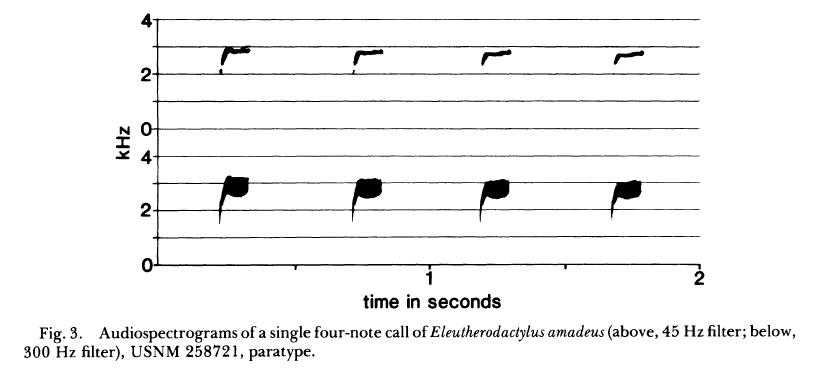
Extrait du spectre sonore d'Eleutherodactylus amadeus (1987) ;
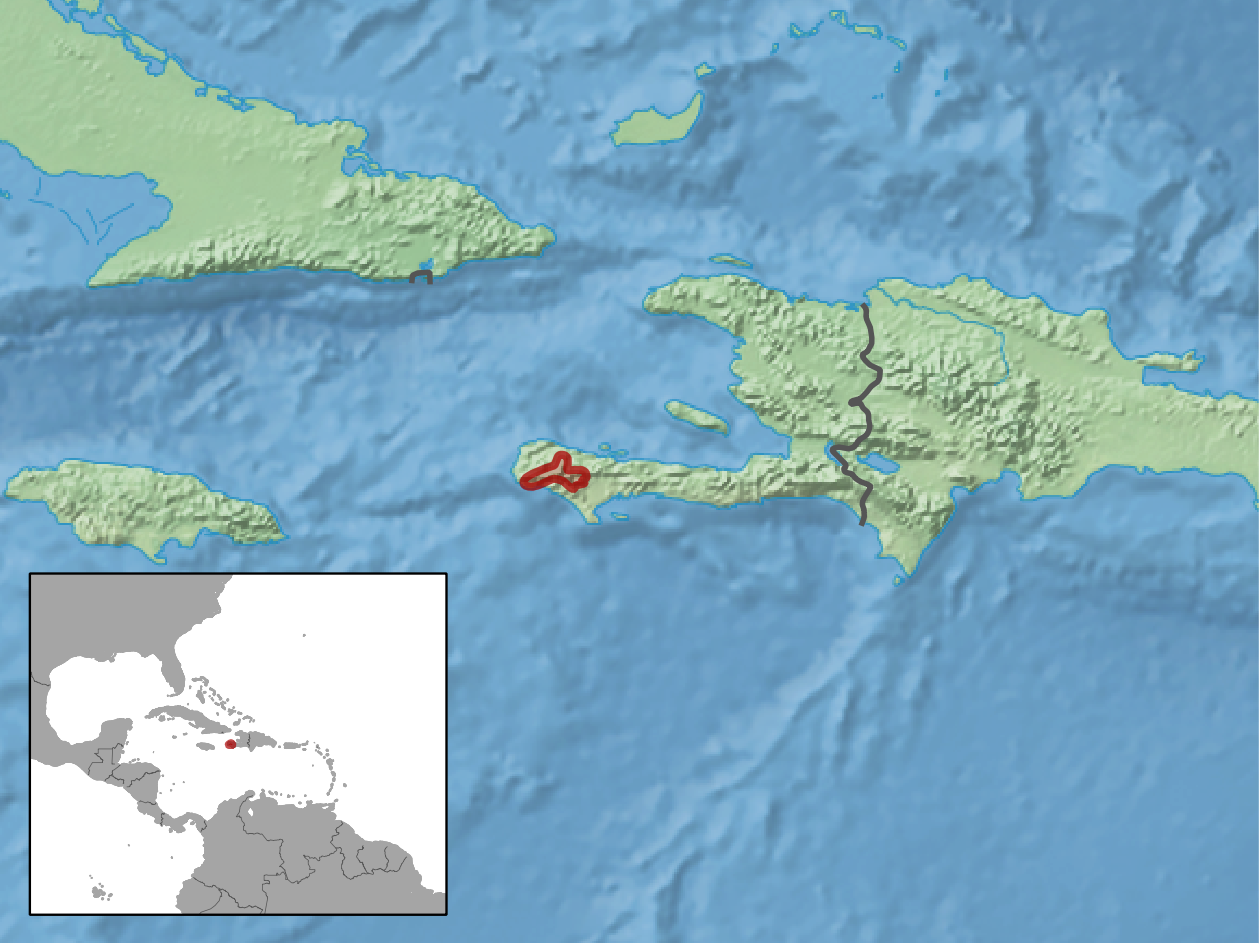
Distribution d'Eleutherodactylus glandulifer (2012) ;
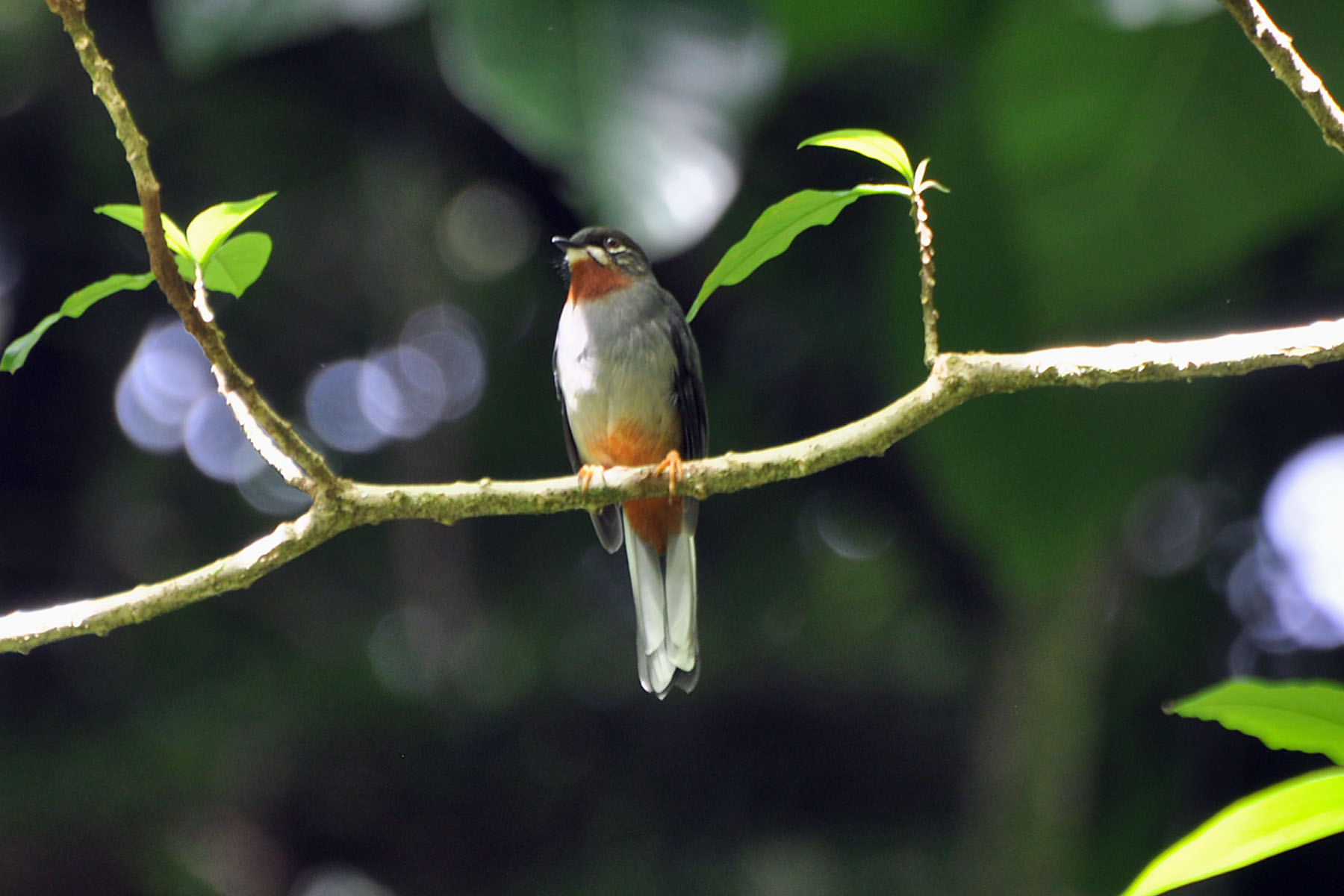
Myadestes genibarbis (2011) ;
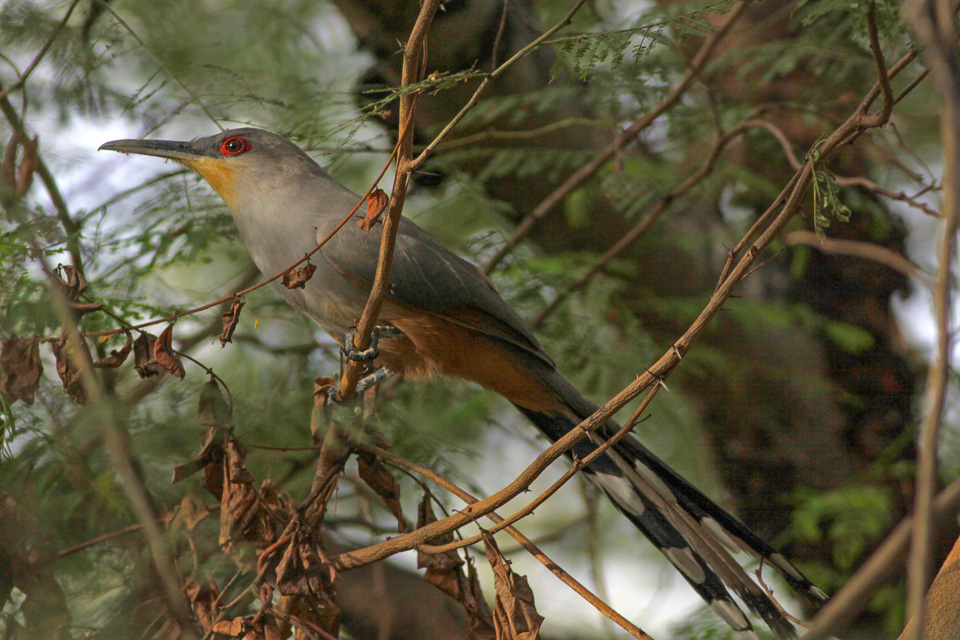
Coccyzus longirostris est une des espèces endémiques d'oiseaux de l'île d'Hispaniola (2009) ;
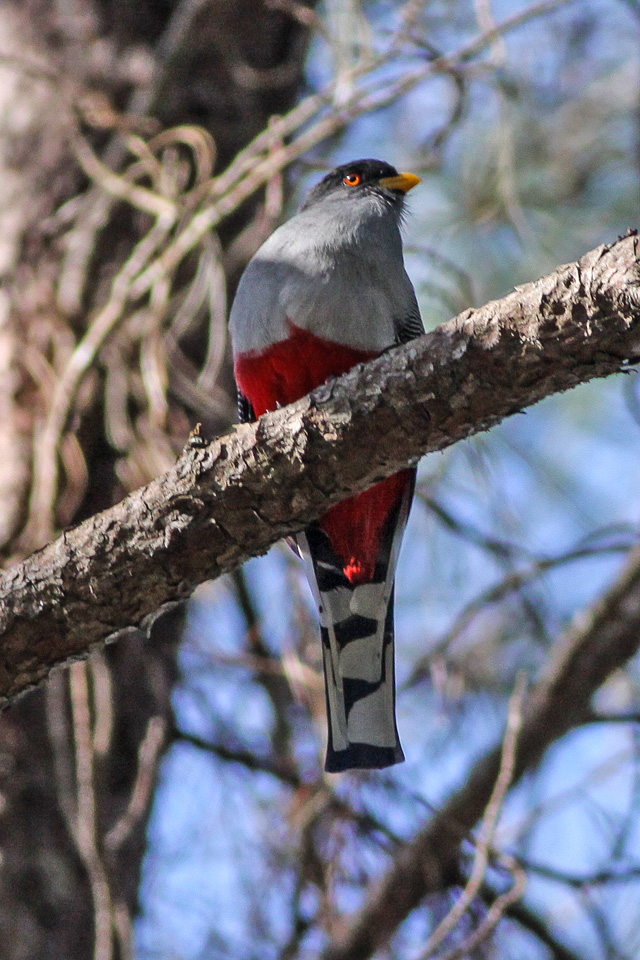
Priotelus roseigaster, autre oiseau endémique (2009) ;
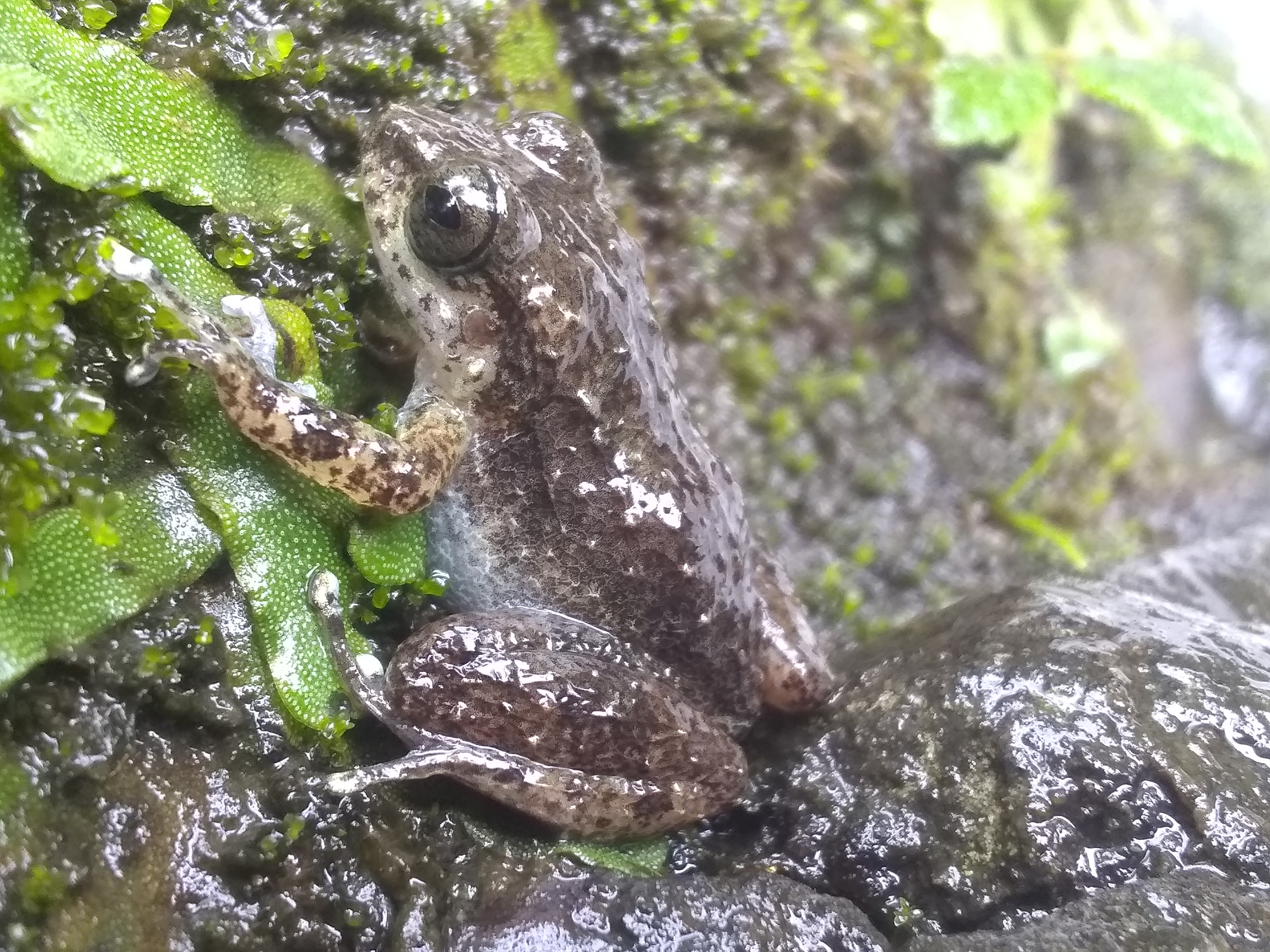
Eleutherodactylus semipalmatus apprécie les nombreux ruisseaux et sources de la forêt primaire haïtienne (2021) ;
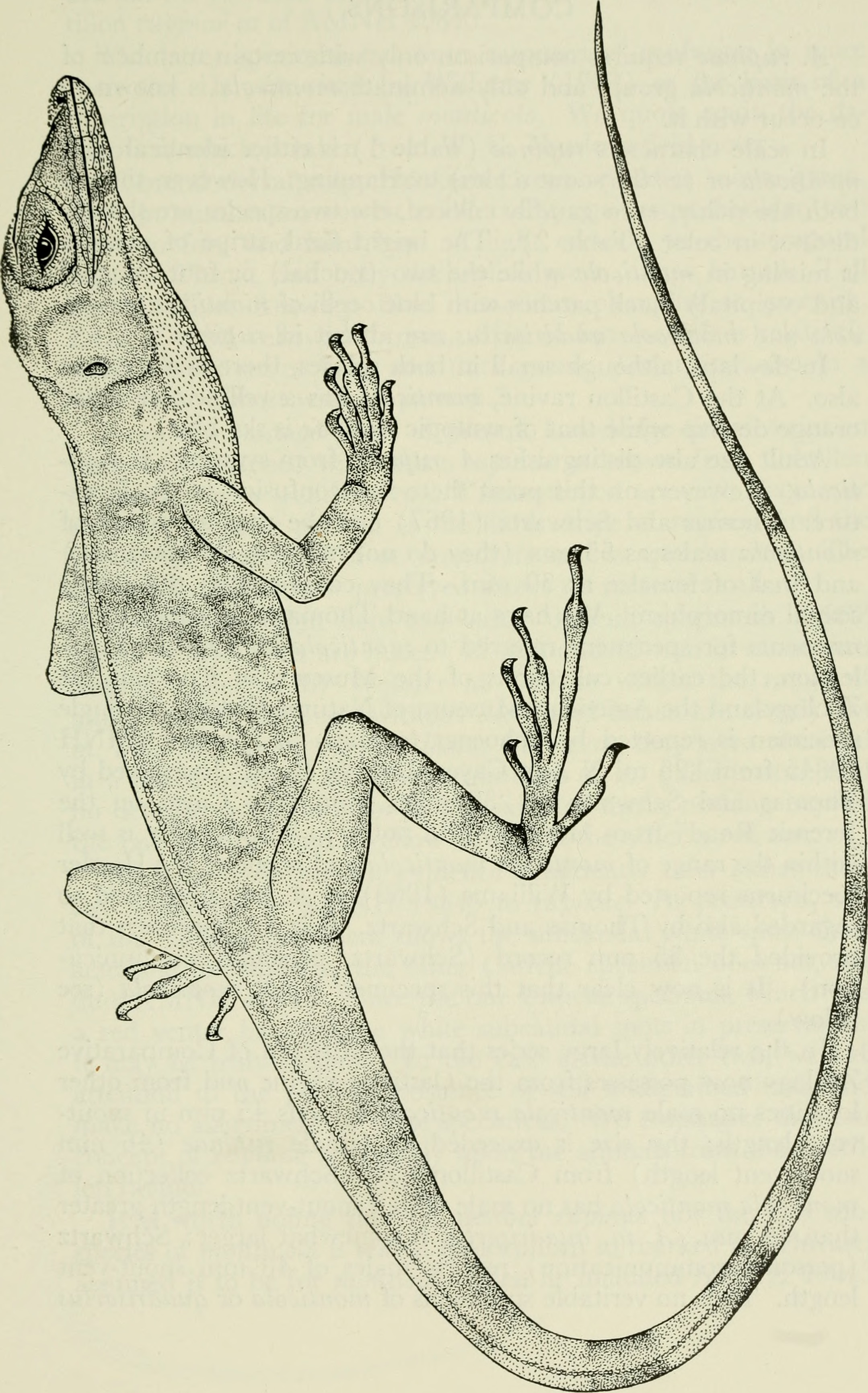
Anolis rupinae ...
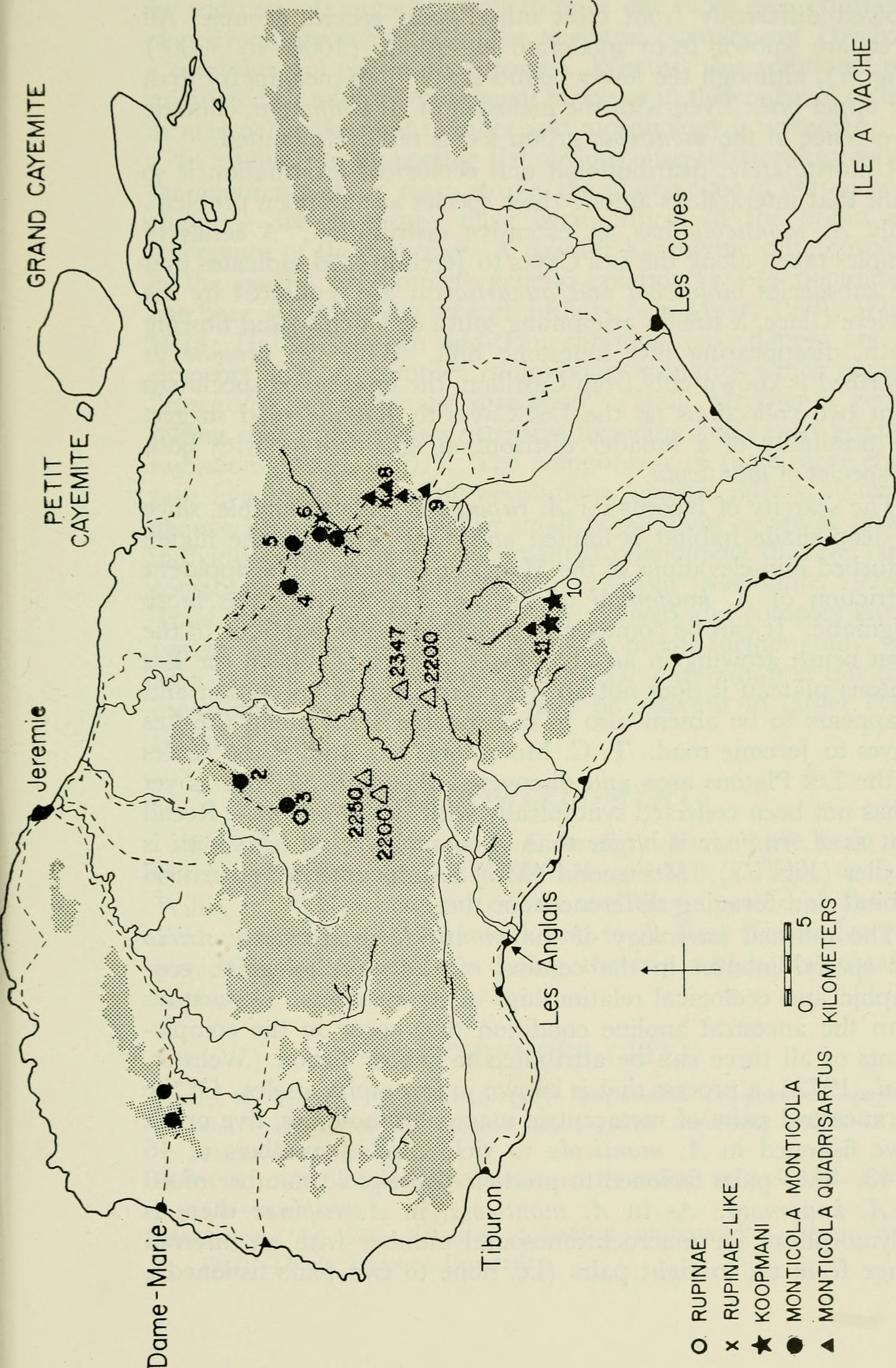
... et son aire de distribution dans les années 1970 ;